# جلان هارت
جلان هارت هو سياسي كندي، ولد في 31 يوليو 1946 في كندا. حزبياً، نشط في حزب ساسكاتشوان ‏. وقد انتخب عضو المجلس التشريعي من ساسكاتشوان عن دائرة Last Mountain-Touchwood ‏ خلال فترته النيابية ‏.